# Euplectes ardens
El obispo acollarado (Euplectes ardens) es una especie de ave paseriforme de la familia Ploceidae propia del África subsahariana. Se caracterizan por sus largas colas y las marcas de color rojo intenso que contrastan con el resto del plumaje negro del plumaje reproductivo de los machos. Es una especie polígama, en la que los machos establecen territorios que son determinantes para poder acceder a las hembras.

## Descripción
Como el resto de miembros de su género, el obispo acollarado presenta un marcado dimorfismo sexual durante la época de cría. Los machos miden unos 25 cm de largo, mientras que las hembras solo miden unos 13 cm, principalmente a causa de la diferencia de longitud entre sus colas. Los machos también pesan algo más que las hembras, entre 20 y 26 g frente a los 16-22 g de las hembras. Durante la época de cría, de octubre a abril, los machos tienen el plumaje principalmente negro, con una larga cola también negra. Presentan una mancha en forma de media luna roja en el pecho, de base carotenoide. Existe una variación significativa en la intensidad, tono y saturación en estas marcas de color. En contraste las hembras, los subadultos los machos fuera de la época de cría presentan un plumaje parduzco con veteado oscuro y cola corta, aproximadamente 4 cm. Aunque los machos mantienen el negro en las plumas de su cola, mientras que las hembras y los inmaduros la tienen de color pardo oscuro.

## Taxonomía
El obispo acollarado fue descrito científicamente por el naturalista holandés Pieter Boddaert en 1783, a partir de un ejemplar recolectado en Sudáfrica, y se le asignó el nombre científico de Fringilla ardens, clasificado como un fringílido. En 1829, William Swainson creó el género Euplectes, y trasladó a los obispos de Fringilla al nuevo género. Un estudio genético del género Euplectes publicado en 2008 reveló que formaba parte de un clado junto al obispo diademado (E. diadematus), el obispo alinegro (E. hordeaceus), el obispo anaranjado (E. franciscanus), el obispo rojo (E. orix), el obispo de Zanzíbar (E. nigroventris) y el obispo acollarado (E. gierowii). En cautividad se ha conseguido cruzar con el obispo rojo, el obiospo dorsiamarillo, el obispo de abanico y el obispo alinegro.
Se reconocen tres subespecies:
- E. a. ardens (Boddaert, 1783);
- E. a. laticauda (Lichtenstein, 1823);
- E. a. suahelicus (van Someren, 1921).[10]

Los dos últimos taxones han sido separados en una especie separada, Euplectes laticauda, en la edición de 2017 de Aves vivas del mundo de J. del Hoyo y Collar.

## Distribución y hábitat
El obispo acollarado se encuentra en la mayor parte del África subsahariana. Aunque vive en gran variedad de hábitats, suele encontrarse en herbazales abiertos, bosques aclarados, campos de cultivo y laderas con cierta cubierta de árboles.
- Euplectes ardens ardens - se extiende por Mali, el norte de Guinea, el interior de Sierra Leona, el norte de Liberia, el norte de Costa de Marfil, el suroeste de Niger, el centro y sureste de Nigeria, Camerún, la República Centroafricana, Sudán del Sur, la República Democrática del Congo, el centro y el noreste de Angola, Uganda, el oeste de Kenia, Tanzania, Malawi, el noroeste y sur de Mozambique, Suazilandia y el este de Sudáfrica.[10]
- Euplectes ardens laticauda - se encuentra en el sueste de Sudán del Sur. Etiopía y Eritrea.[10]
- Euplectes ardens suahelicus - ocupa los montes de Kenia y Tanzania.[10]

## Comportamiento y ecología

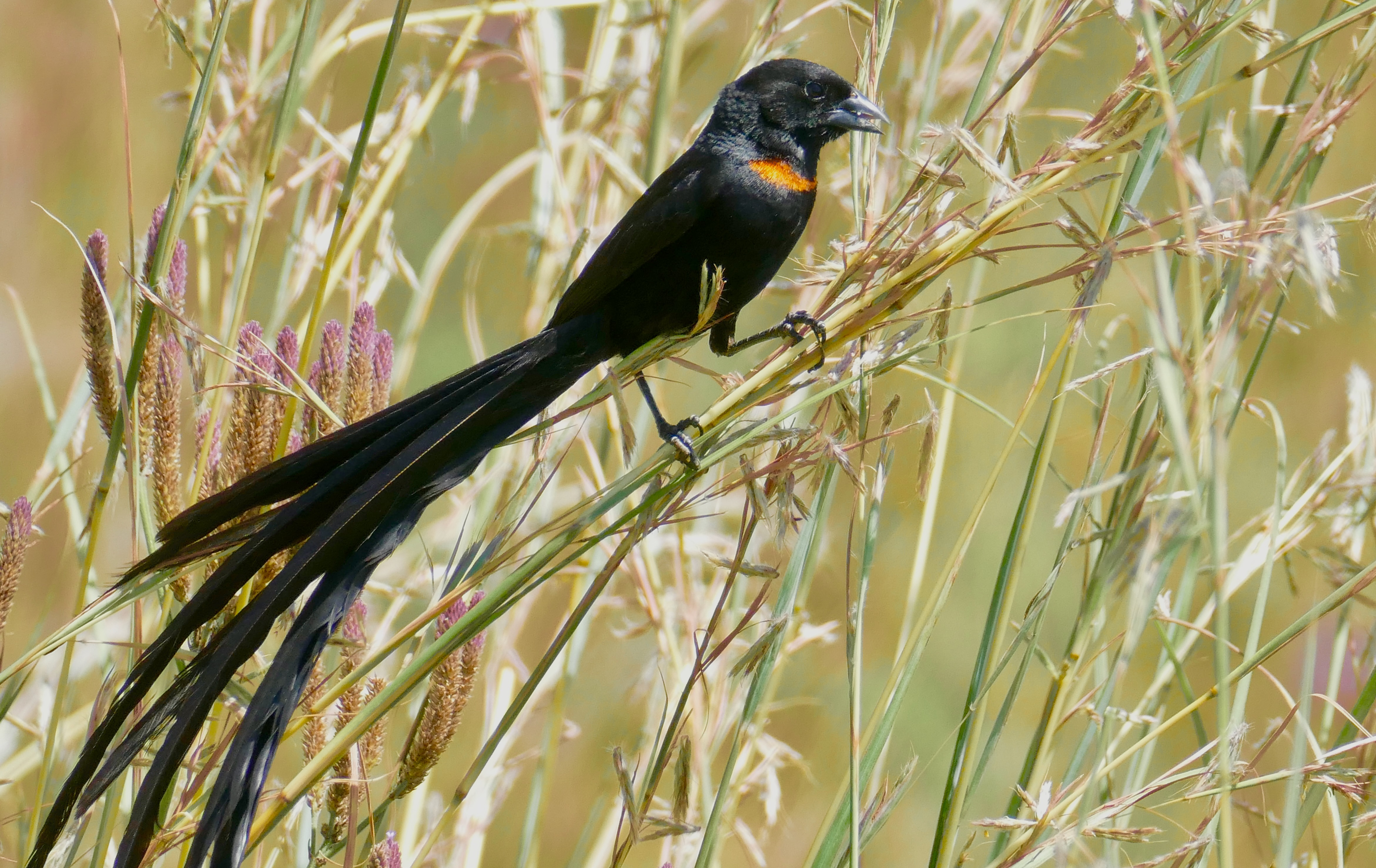
Macho en Sudáfrica.

### Alimentación
El obispo acollarado se alimenta principalmente de semillas de graminias. También se alimentan de frutos pequeños, néctar, insectos (especialmente hormigas, orugas y termitas). Con frecuencia forman bandadas de entre 50 y 100 individuos, que se alimentan juntos en el suelo. Estas bandadas incluyen machos reproductivos. Con frecuencia también se asocian a otras especies de aves, como el quelea común, el obispo de abanico, el obispo rojo, el obispo aliblanco o el obispo culigualdo.

### Reproducción
Se trata de una especie polígama, en la que el macho no proporciona ningún cuidado parental. Los machos establecen territorios exclusivos al principio de la temporada para asegurarse el acceso a las hembras. Los machos defienden agresivamente sus territorios de los intrusos. El único recurso que proporciona el macho a su progenie es un lugar potencial de anidamiento en su territorio. A diferencia de otras especies del género Euplectes los machos solo usan un nido simple en forma de aro en el cortejo y las hembras se encargan de construir y ubicar el nido real. El nido generalmente es de forma oval y entretetejido con hierbas. Las hembras siguen aportando material al nido durante la incubación. Los nidos antiguos generalmente son ocupados por bengalíes cebra. Suelen poner entre dos y cuatro huevos en cada puesta. Los huevos son grisáceos o verdeazulados con motas pardas. La incubación, realizada solo por la hembra, dura entre 12 y 15 días. Las hembras se encargan solas también de la tarea de alimentar a los polluelos, por medio de regurgitación princilpalmente. Los polluelos tardan en dejar el nido entre 14 y 17 días. El nido puede ser parasitado por el cuclillo didric.

## Estado de conservación
Los obispos acollarados no se consideran amenazados globalmente. Se extienden por un gran área de distribución y son abundantes en muchas regiones, por lo que se clasifica como especie bajo preocupación menor. Por ejemplo se encuentran en el parque nacional Kruger, en Sudáfrica, donde tiene una población estimada de unos 2000 individuos. También puede encontrarse en el sur y centro de Mozambique donde hay aproximadamente 11.000 ejemplares.